# Sá (Monção)
Sá is een plaats (freguesia) in de Portugese gemeente Monção en telt 233 inwoners (2001).

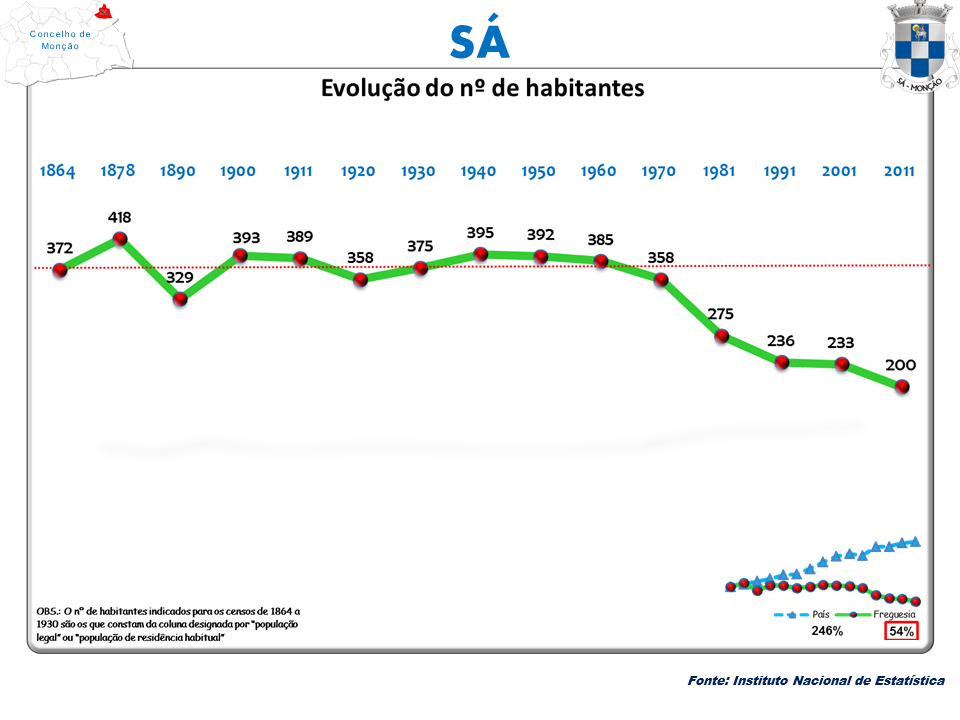
Bevolkingsontwikkeling tussen 1864 en 2011